# Dineutus amazonicus
Dineutus amazonicus là một loài bọ cánh cứng trong họ van Gyrinidae. Loài này được Hatch miêu tả khoa học năm 1930.